# Lotsenstation Nübbel
Die Lotsenstation Nübbel ist eine Gruppe von Gebäuden am Nord-Ostsee-Kanal nahe Rendsburg. Sie wurde in mehreren Abschnitten zwischen 1895 und 1962 erbaut und diente der Unterbringung der Lotsen auf dem Nord-Ostsee-Kanal. In dieser Funktion wurde sie bis zur Inbetriebnahme der neuen Lotsenstation Rüsterbergen 1995 genutzt. Die alte Station stand mehrere Jahre leer und drohte zu verfallen, dann wurde sie von einem privaten Investor übernommen und zu Eigentumswohnungen umgewandelt. Sie steht mittlerweile unter Denkmalschutz.
Die Lage der Station etwa in der Mitte des Nord-Ostsee-Kanals resultiert aus der Einteilung des Nord-Ostsee-Kanals in eine Ost- und eine Weststrecke. Schiffe, die den Kanal in voller Länge passieren, wechseln unterwegs die Lotsen.

## Wissenswertes
Trotz ihres Namens liegt die Lotsenstation nicht auf dem Gebiet der (benachbarten) Gemeinde Nübbel, sondern gehört zur Gemeinde Schülp.